# Virginia Beach
Virginia Beach – miasto w Stanach Zjednoczonych, największe w stanie Wirginia, nad Oceanem Atlantyckim, w obszarze metropolitalnym Virginia Beach–Norfolk–Newport News. Według spisu z 2020 roku liczy 459,5 tys., oraz 1,8 mln mieszkańców w obszarze metropolitalnym.
Miasto jest ważnym ośrodkiem turystycznym i znane jako tętniące życiem nadmorskie miejsce wypoczynkowe, sportowe i biznesowe. W 2018 roku przyciągnęło ponad 20 mln odwiedzających. Virginia Beach jest także domem dla kilku baz wojskowych Stanów Zjednoczonych. Ludność miasta zajmuje się  głównie rybołówstwem.

## Historia
Virginia Beach została założona w 1887 roku i rozwijała się jako kurort dzięki budowie hoteli i linii kolejowej łączącej miasto z Norfolk. Po I wojnie światowej stał się ważną bazą w narodowym systemie obrony wybrzeża. W 1963 roku Virginia Beach i dawne hrabstwo Princess Anne połączyły się, tworząc miasto Virginia Beach.

## Demografia

### Ludność
Według danych z 2019 roku 65,6% mieszkańców identyfikowało się jako biali (60,8% nie licząc Latynosów), 18,9% jako czarni lub Afroamerykanie, 7,2% jako Azjaci, 5,9% było rasy mieszanej, 0,3% to rdzenni Amerykanie i 0,09% to Hawajczycy i mieszkańcy innych wysp Pacyfiku. Latynosi stanowili 8,5% ludności miasta.
Poza osobami pochodzenia afroamerykańskiego do największych grup należą osoby pochodzenia niemieckiego (11,8%), irlandzkiego (9,4%), angielskiego (9,1%), „amerykańskiego” (8,9%), włoskiego (5,7%), filipińskiego (4,1%), szkockiego i szkocko–irlandzkiego (3,4%).

### Religia

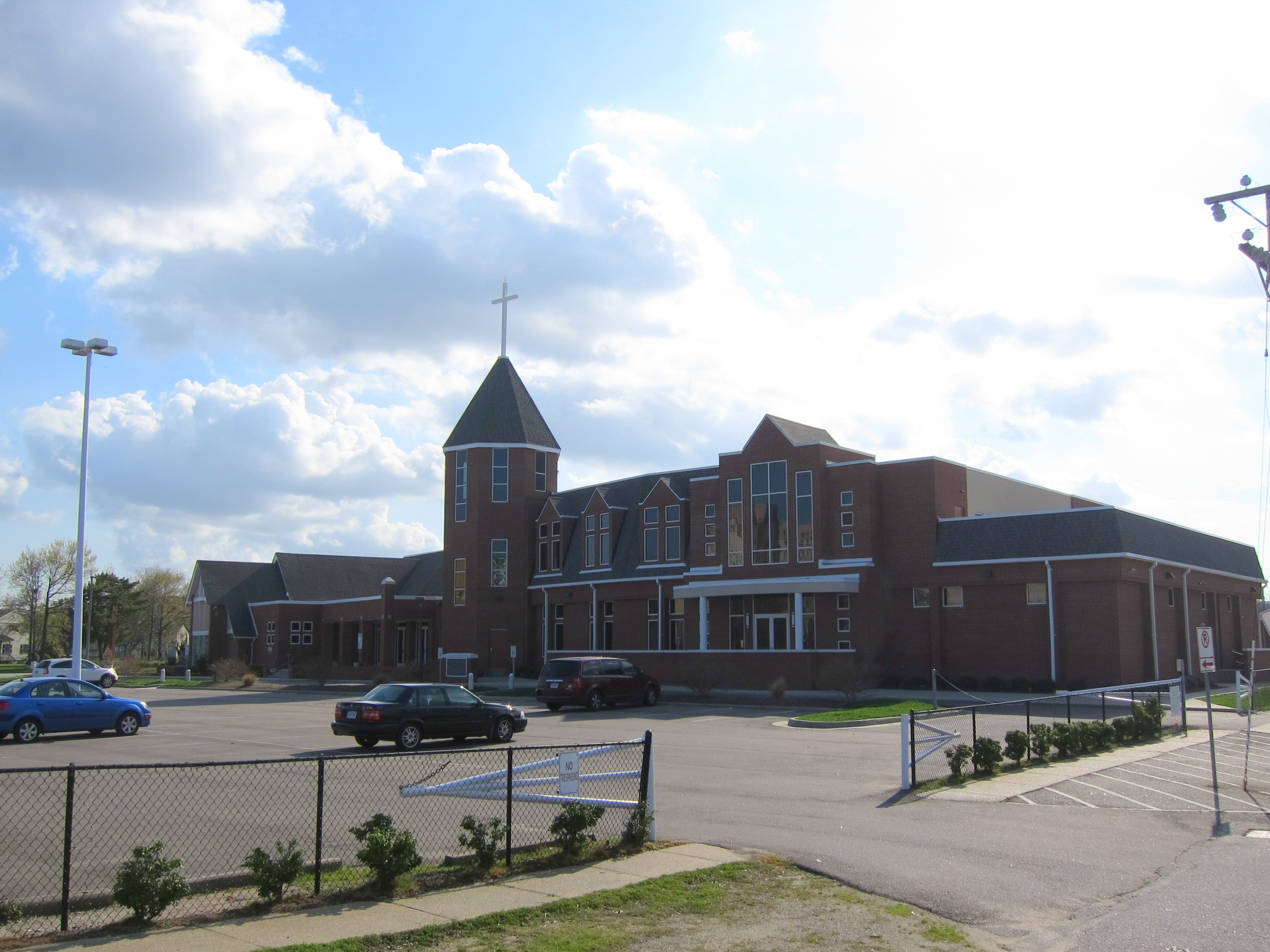
Kościół katolicki Gwiazda Morza w Virginia Beach.

W 2020 roku największymi grupami religijnymi w aglomeracji Virginia Beach były:
- lokalne bezdenominacyjne zbory ewangelikalne – 203,1 tys. członków w 357 zborach
- Kościoły baptystyczne – ponad 170 tys. członków w 395 zborach
- Kościół katolicki – 149,1 tys. członków w 46 parafiach
- Kościoły metodystyczne – ponad 86 tys. członków w 216 kościołach
- Kościoły zielonoświątkowe – ponad 40 tys. członków w 191 zborach.

## Uczelnie
- Virginia Wesleyan University (1961)

## Urodzeni w Virginia Beach
- Pharrell Williams (ur. 1973) – piosenkarz[8]
- J.R. Reid (ur. 1968) – koszykarz NBA, olimpijczyk
- Jason Winston George (ur. 1972) – aktor i model

## Miasta partnerskie
- Bangor, Wielka Brytania
- Miyazaki, Japonia
- Moss, Norwegia
- Olongapo, Filipiny
- Waiblingen, Niemcy[9]